# 卡洛希鎮區 (北卡羅萊納州傑克遜縣)
卡洛希鎮區（英語：Cullowhee Township）是位於美國北卡羅萊納州傑克遜縣的一個鎮區。

## 地方資料
卡洛希鎮區的面積為83.13平方千米，皆為陸地。根據2020年美國人口普查的數據，當地共有人口9301人，而人口密度為每平方千米111.88人。